# World View Enterprises

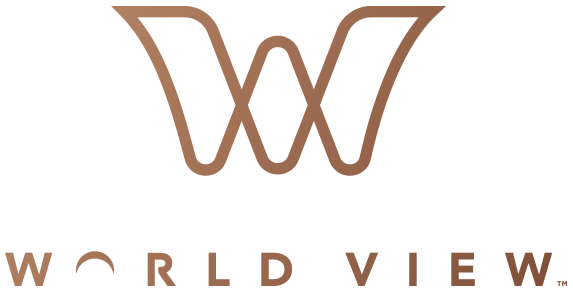
Logotipo da World View Enterprises.

A World View Enterprises, Inc., ou World View, é uma empresa privada estadunidense de quase exploração espacial com sede em Tucson, Arizona, que planeja usar balões de grande altitude para levantar delicadamente pessoas e cargas úteis científicas a aproximadamente 32 quilômetros acima da terra para os efeitos do turismo espacial, a investigação científica, e uma vasta gama de outras aplicações comerciais.
A World View têm planos para oferecer aos cidadãos visualizações privadas da curvatura da terra em meio a escuridão do espaço do interior do veículo classificado com espaço pressurizado suspenso sob um balão de grande altitude. A cápsula, que irá levar seis passageiros e dois tripulantes, subirá durante um perfil de voo nominal a uma altitude de 32 quilômetros acima da terra.
Durante um voo de teste em junho de 2014 a World View quebrou o recorde mundial para o maior voo parafoil já realizado, a implantação com sucesso e navegação remotamente de um parafoil a voltar para a terra de uma altitude de 50 mil pés.
Nos arquivamentos junto à Administração Federal de Aviação, a World View declarou que planejava lançar seus voos comerciais a partir d Porto Espacial América no Novo México, mas a diretora executivo Jane Poynter tem declarado em várias ocasiões que não foi tomada nenhuma decisão final sobre onde basear as operações de voo.